# William Kennon junior
William Kennon Jr. (* 12. Juni 1802 in Carrickfergus, Vereinigtes Königreich; † 19. Oktober 1867 in St. Clairsville, Ohio) war ein US-amerikanischer Politiker. Zwischen 1847 und 1849 vertrat er den Bundesstaat Ohio im US-Repräsentantenhaus.

## Werdegang
William Kennon war ein Cousin des gleichnamigen Kongressabgeordneten William Kennon Sr. (1793–1881). Im Jahr 1816 kam er mit seinen Eltern aus seiner nordirischen Heimat in die Nähe von Barnesville in Ohio. Er besuchte die öffentlichen Schulen seiner neuen Heimat und danach bis 1826 das Franklin College in New Athens. Nach einem anschließenden Jurastudium und seiner 1830 erfolgten Zulassung als Rechtsanwalt begann er in St. Clairsville in diesem Beruf zu arbeiten. Zwischen 1837 und 1841 war er Staatsanwalt im dortigen Belmont County. Politisch schloss er sich der Demokratischen Partei an.
Bei den Kongresswahlen des Jahres 1846 wurde Kennon im 15. Wahlbezirk von Ohio in das US-Repräsentantenhaus in Washington, D.C. gewählt, wo er am 4. März 1847 die Nachfolge von Joseph Morris antrat. Da er im Jahr 1848 auf eine weitere Kandidatur verzichtete, konnte er bis zum 3. März 1849 nur eine Legislaturperiode im Kongress absolvieren. Diese war anfangs noch von den Ereignissen des Mexikanisch-Amerikanischen Krieges geprägt.
Nach dem Ende seiner Zeit im US-Repräsentantenhaus praktizierte Kennon wieder als Anwalt. Zwischen 1865 und 1867 amtierte er als Berufungsrichter im 15. Gerichtsbezirk seines Staates. Er starb am 19. Oktober 1867 in St. Clairsville, wo er auch beigesetzt wurde.